# 长沙大道

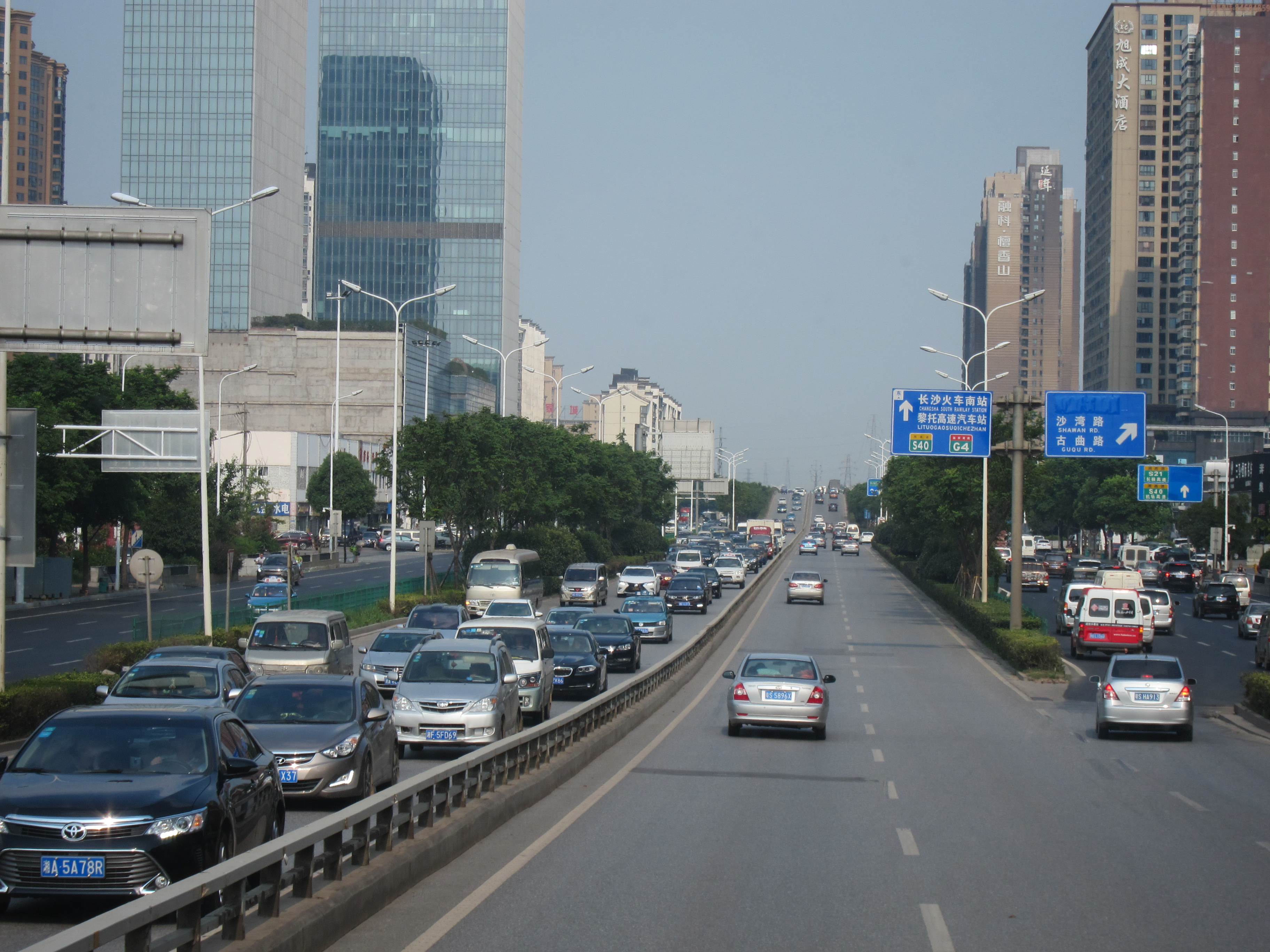
长沙大道与沙湾路交叉处西侧

长沙大道（原名“雨花大道”）位于湖南省长沙市城南处二环线以南，呈东西走向。该路段为原“赤新路”基础之上改扩建的城区干道，西起二环线立交桥，东至京港澳高速雨花互通立交桥，与机场高速相接，中部为跨圭塘河大桥，该公路经历初建和改扩建，全长3.37公里。初建于1997年，改扩建于2003年。
初建设计路幅宽46米，六车道宽23米，两边分设5.5米非机动车道、2米绿化带、4米人行道，总投资14,083万元。于1997年1月17日由雨花区政府委托湖南省成功开发投资有限公司投资兴建，以道路两厢200米内土地作回报；工程于1997年底开工，2000年9月25日竣工通车。改扩建于2003年9月，由长沙市财政出资，雨花区政府承建，路幅增加至50米（绿化控制70米），总投资2425万元，于同年11月竣工通车。